# Церковь Святого Людгера (Эссен)
Церковь Святого Людгера (нем. St.-Ludgerus-Kirche) — католическая церковь в районе Верден города Эссен (федеральная земля Северный Рейн-Вестфалия). Бывшая главная церковь Верденского аббатства, сейчас — приходская церковь.

 В церковной крипте покоятся мощи шести епископов, признанных святыми как католической, так и русской православной церковью (среди них — мощи Святого Людгера и Альтфрида Мюнстерского). Церковь Святого Людгера является местом массового паломничества верующих не только Германии, но также Нидерландов, Бельгии и Люксембурга.

## История

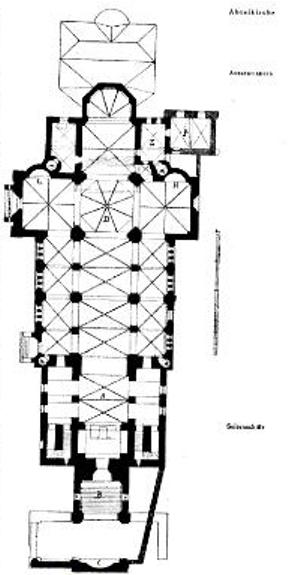
План церкви Святого Людгера

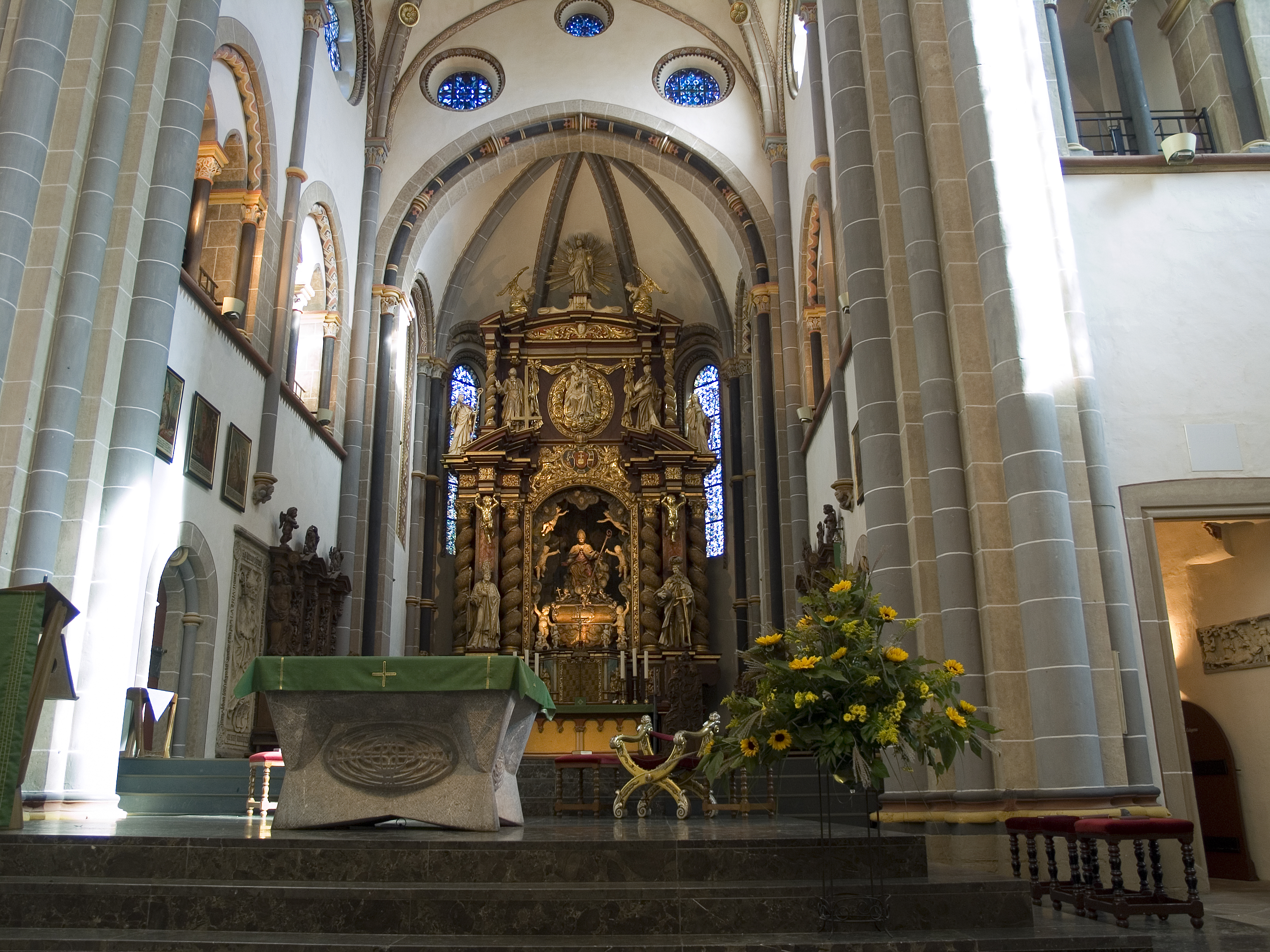
Алтарная часть церкви

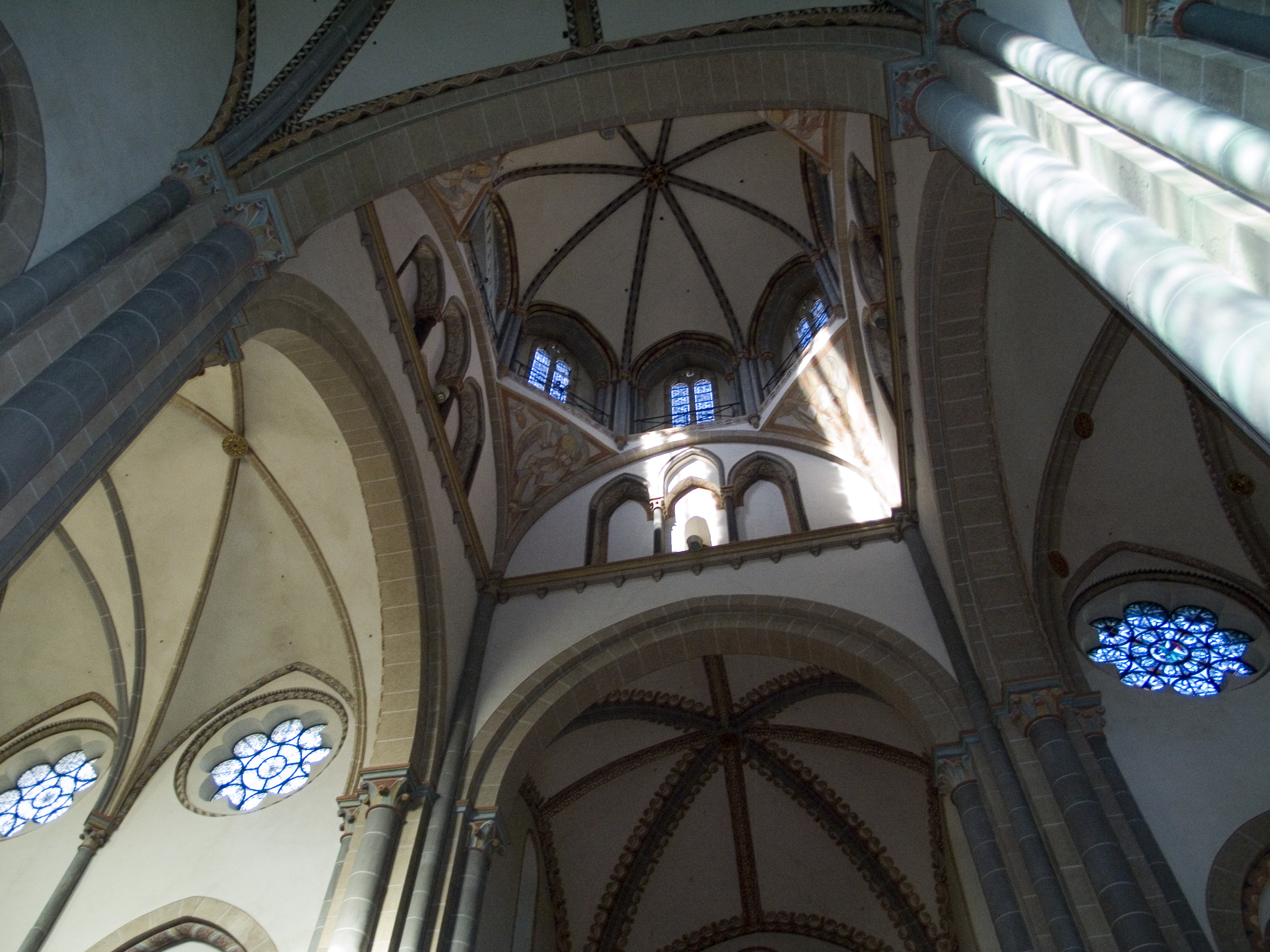
Купол средокрестия

В 799—800 годах ведущий миссионерскую деятельность Святой Людгер основывает в Вердене на нижнем Руре, монастырь ордена бенедиктинцев, как центр миссионерской христианской деятельности в западной Саксонии, осуществив свою давнишнюю мечту о создании на новообращённых землях такого монашеского общества. Инициатором создания монастыря-аббатства выступил Карл Великий.

Между 800 и 808 годами в монастыре сооружается первая церковь, получившая название Церковь Спасителя (нем. Salvatorkirche). Это была трёхнефная базилика длиной примерно 30 м. Возле церкви, в месте выбранном Людгером, был построен склеп, в котором он и был похоронен в 809 году.

При аббате Альтфриде в 840-е годы церковь расширяется, при этом склеп Людгера входит в неё как крипта.

Вплоть до начала X столетия церковь служила одновременно и монастырской и приходской, но после того как в 943 году несколько западнее была построена церковь Святой Марии, функции приходской церкви были отданы ей, а церковь Людгера стала главной монастырской церковью.

Между 1050 и 1063 годами при аббате Геро сооружается новая крипта, куда переносятся мощи Людгера, Альтфрида, а также Хильдегрима, Герфрида (de:Gerfried) и Тигрима (de:Thiatgrim).

После пожара 1256 года принимается решение о строительстве новой романской трёхнефной базилики с трансептом. При этом за образец принимается базилика Святого Квиринуса в Нойсе. Что интересно, начинающий строиться в то же время Кёльнский собор создавался в готическом стиле. Церковь была освящена в 1275 году Альбертом Великим.

Главный неф новой церкви стоял фактически на фундаментах главного нефа старой церкви, но ширина боковых продольных нефов была увеличена. Главной же отличительной чертой новой церкви служил трансепт и большое средокрестие, увенчанное восьмигранным фонарём. В облике церкви практически ничего не менялось до XVIII века, когда западная башня и средокрестный купол были увенчаны барочными капотами.

В 1803 году в ходе медиатизации, проходившей под руководством наполеоновского министра Талейрана, Верденское аббатство было секуляризировано, а церковь Святого Людгера получила статус приходской церкви. В 1884—1898 годах были проведены работы по реставрации церкви, в ходе которых были убраны барочные элементы и церкви был возвращён позднероманский облик.

В годы второй мировой войны лишенный крупных промышленных предприятий Верден практически не пострадал, благодаря чему церковь Святого Людгера сохранила свой почти первоначальный облик. В 1982 году в церкви был установлен новый орган, выполненный в барочном стиле. В сокровищнице церкви, вновь открытой в 2009 году после продолжавшегося год ремонта, хранится свыше 90 художественных произведений.

12 июля 1993 года папа Иоанн Павел II присвоил церкви Святого Людгера звание Малой папской базилики (лат. Basilica minor).

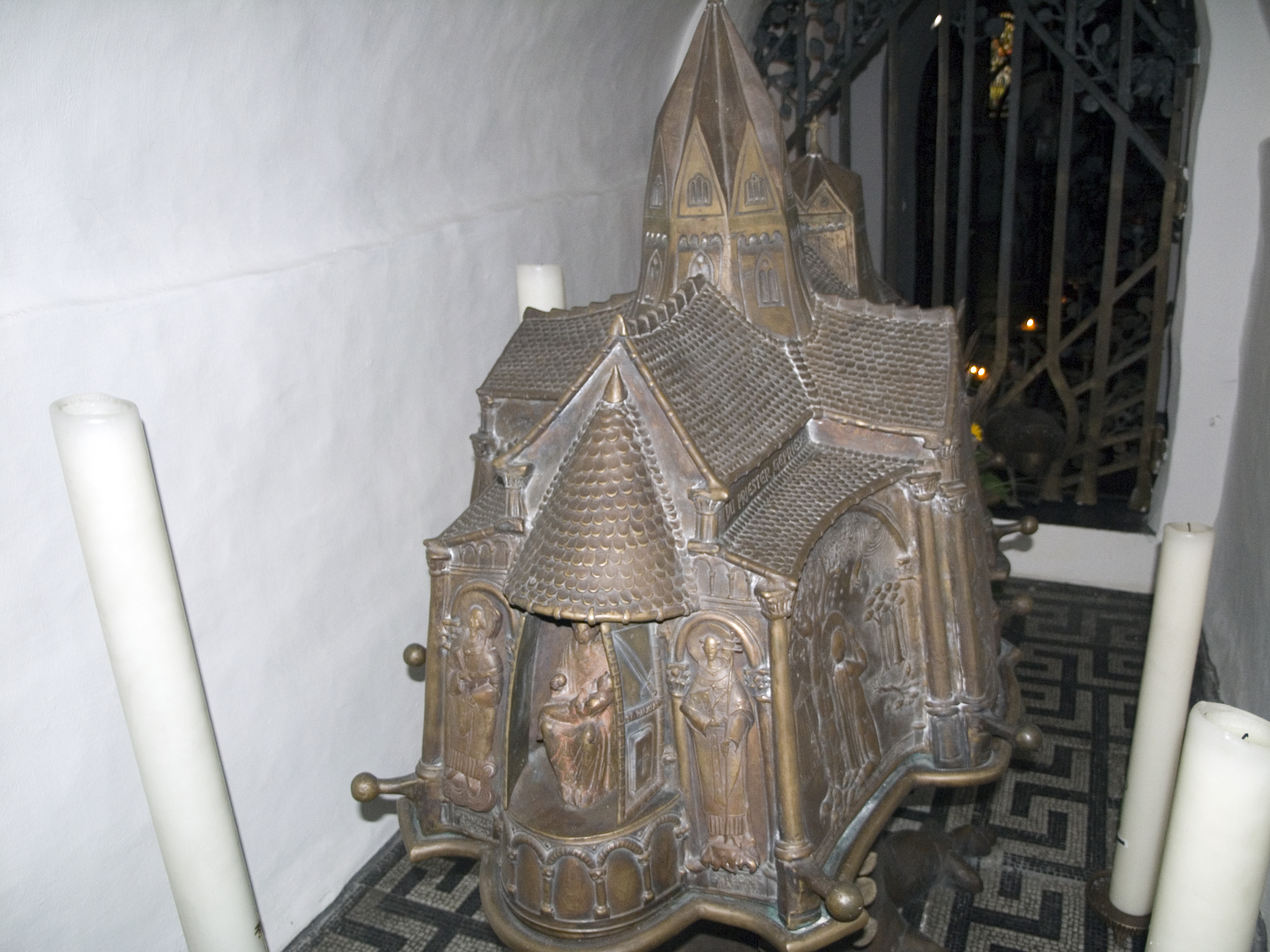
Саркофаг Альтфрида Мюнстерского